# José Tadeo Monagas
José Tadeo Monagas Burgos (Maturín, 28 ottobre 1784 – Caracas, 18 novembre 1868) è stato un politico venezuelano, Presidente del Venezuela dal 20 gennaio 1847 al 5 febbraio 1851 e dal 20 gennaio 1855 al 15 marzo 1858 ed eroe della guerra d'indipendenza venezuelana.
Durante il suo secondo mandato fece approvare una nuova Costituzione (approvata nel 1858) che gli conferì ulteriori poteri. Membro del partito liberale venezuelano abolì la pena di morte per i crimini politici.